# Magasfrász
A Magasfrász (eredeti cím: High Anxiety) 1977-es amerikai szatirikus filmvígjáték. Rendezője és producere Mel Brooks, aki a főszereplő is. Ez az első olyan film, amelynek Brooks a producere. A további főszereplők Harvey Korman, Cloris Leachman és Madeline Kahn, akik gyakran feltűnnek Brooks filmjeiben. A film Alfred Hitchcock filmjeinek paródiája, főleg a Szédülés, a Psycho és a Madarak című filmeket parodizálja. A filmet Hitchcock-nak dedikálták.

## Cselekmény
A Los Angeles-i nemzetközi repülőtérre érkezve Dr. Richard Thorndyke több furcsa találkozásban is részesül (például egy villantó, aki rendőrtisztnek adja ki magát, és egy arra járó busz, amelyen egy teljes zenekar játszik). Kameramániás sofőrje, Brophy elviszi a Nagyon, Nagyon Idegeseknek szóló Pszicho-Neurotikus Intézetbe, ahová a rejtélyes módon elhunyt Dr. Ashley helyére vették fel (Brophy bűncselekményre gyanakszik). Megérkezésekor Thorndyke-ot a személyzet, Dr. Philip Wentworth, Dr. Charles Montague és Charlotte Diesel nővér fogadja. Thorndyke újra találkozik Vicktor Lillolman professzorral is, egy korábbi mentorával, aki most az intézetben dolgozik.
Később Thorndyke furcsa zajokat hall Diesel szobájából, és Brophyval együtt elmennek, hogy utánajárjanak. Diesel azt állítja, hogy a tévé volt az, de valójában egy szenvedélyes BDSM játék volt Montague-val. Másnap reggel Thorndyke-ot az ablakán át világító fény riasztja, amely az erőszakosok kórterméből jön. Montague elviszi Thorndyke-ot a fény forrásához, a beteg Arthur Brisbane szobájába, aki azt hiszi, hogy ő egy amerikai cocker spániel.
Wentworth el akarja hagyni az intézetet, vitatkozik Dieselrel. Miután a nő elengedi, hazavezeti, de a rádiót fülsiketítő rockzene lejátszására állították be. A férfi beszorul az autójába, a füle bevérzik, és a túl hangos zene által súlyosbított agyvérzésbe belehal.
Thorndyke és Brophy San Franciscóba utazik, ahol Thorndyke egy pszichiátriai kongresszuson tart előadást. Bejelentkezik a Hyatt Regency San Francisco szállodába, de nagy bánatára (mivel nagy magasságtól való irtózástól is szenved) szorong, mivel egy felső emeleti szobát kap, amelyet rejtélyes módon Mr. MacGuffin foglalt le. Thorndyke ismételt újságkérésekkel zaklatja az inasfiút, mert a gyászjelentések között akar információt keresni Wentworth haláláról. Ezután lezuhanyozik, ami alatt a londiner belép, és őrjöngve azt utánozza, hogy leszúrja Thorndyke-ot az újsággal, miközben azt kiabálja: „Itt az újságod! Most boldog vagy?! Boldog?” A papír tintája lefolyik a lefolyóba.
Zuhanyzása után Victoria Brisbane, Arthur Brisbane lánya beront az ajtaján, és segítséget igér apja eltávolításához az intézetből. Azt állítja, hogy Diesel és Montague eltúlozzák a gazdag betegek betegségeit, hogy milliókat fejhessenek ki a gazdag családokból (a korábban bemutatott módszerekkel). Miután Thorndyke felfedezi, hogy a beteg, akivel találkozott, nem az igazi Arthur Brisbane, beleegyezik a segítségbe.
Hogy megállítsák Thorndyke-ot, Diesel és Montague felbérli „Braces”-t, az Ashley- és Wentworth-gyilkosságok mögött álló ezüstfogú férfit, hogy adja ki magát Thorndyke-nak, és neki beöltözve lelő egy embert az előcsarnokban. Thorndyke-nak be kell bizonyítania ártatlanságát a rendőrségnek. Miután galambok támadják meg, találkozik Victoriával, rájön, hogy Brophy készített egy képet a lövöldözés közben, amelyen az igazi Thorndyke éppen a liftben volt, tehát neki kell szerepelnie a fotón.
Thorndyke nevében eljárva Victoria felveszi a kapcsolatot Brophyval, hogy nagyítsa ki a fényképet. Thorndyke valóban látható rajta, de Diesel és Montague elfogják Brophyt, és az északi szárnyba viszik. Eközben „Braces” egy telefonfülkében találja Thorndyke-ot, aki Victoriát hívja, és „Braces” megpróbálja megfojtani; Thorndyke azonban a fülke betört ablakának üvegszilánkjával megöli. Thorndyke és Victoria visszamennek Los Angeles-be, ahol megmentik Brophyt, és látják, hogy Montague és Diesel egy toronyba viszik az igazi Arthur Brisbane-t, hogy megöljék.
Thorndyke nagy szorongása miatt nem tud felmászni a torony meredek lépcsőjén, hogy segítsen Brisbane-nek - de Lillolman segítségével legyőzi fóbiáját. Thorndyke kilöki Norton ápolót a torony ablakán, és ezzel megmenti Brisbane-t. Diesel kiugrik az árnyékból, és egy seprűvel támad Thorndyke-ra, de kiesik a toronyablakon, hisztérikusan nevetve, a seprűvel a halálba lovagol az alatta elterülő sziklás parton. Montague megjelenik az árnyékból, és feladja, mielőtt véletlenül eszméletlenül elesne egy csapóajtó kinyításától. Victoria újra találkozik az apjával, feleségül megy Thorndyke-hoz, és elindulnak nászútra.

## Szereplők
- Mel Brooks – Dr. Richard Harpo Thorndyke. A film során Thorndyke egy "Nagy Szorongás" nevű idegbetegségben szenved és próbálja leküzdeni azt, ami az akrofóbia és a szédülés egyfajta keveréke.
- Madeline Kahn – Victoria Brisbane, Arthur Brisbane lánya. Thorndyke-kal szövetkezik, hogy megmentse apját, akiről azt hiszik, hogy őrült.
- Cloris Leachman – Charlotte Diesel nővér. A nő azt tervezi, hogy gazdag embereket intézetbe zár, azt állítva róluk, hogy elmebetegek, és dollármilliókat zsarol ki a családjaiktól.
- Harvey Korman – Dr. Charles Montague. A nyálas és nagyképű, Diesellel összejátszik, és alárendelt viszonyban van vele.
- Ron Carey – Brophy, egy lelkes fotós, aki egyben Thorndyke sofőrje és segédje.
- Dick Van Patten – Dr. Philip Wentworth, egy szelíd orvos, aki nem akar semmit sem kezdeni az intézet illegális tevékenységeivel.
- Howard Morris – Vicktor Lillolman professzor, Thorndyke mentora, aki a "Nagy szorongás" betegséget diagnosztizálta nála.
- Jack Riley – a Hyatt Regency San Francisco recepciósa.
- Charlie Callas – egy demens beteg, aki azt hiszi, hogy ő egy amerikai cocker spániel.
- Ron Clark – Zachary Cartwright, egy beteg, akiről azt hiszik, hogy elmebeteg. Clark íróként is dolgozott a filmen.
- Rudy De Luca – "Braces", egy bérgyilkos, akit Diesel bérel fel Wentworth és Thorndyke meggyilkolására. De Luca szintén forgatókönyvíróként dolgozott a filmen.
- Barry Levinson – Dennis,  londiner. Levinson szintén forgatókönyvíróként dolgozott a filmen.
- Lee Delano – Norton, a Diesel és Montague-nak dolgozó ápoló. Fél bajusza van, mert egy beteg állítólag megtámadta.
- Richard Stahl – Dr. Baxter
- Darrell Zwerling – Dr. Eckhardt
- Murphy Dunne – zongorista
- Al Hopson – Man Who is Shot („a férfi, akit lelőttek”)
- Bob Ridgely – Flasher
- Albert J. Whitlock – Arthur Brisbane
- Pearl Shear – sikoltozó nő a kapunál
- Arnold Soboloff – Dr. Colburn
- Eddie Ryder – orvos a kongresszuson
- Sandy Helberg – reptéri utaskísérő
- Fredric Franklyn – férfi
- Deborah Dawes – stewardess
- Bernie Kuby – Dr. Wilson
- Billy Sands – ügyfél
- Ira Miller – pszichiáter a gyerekekkel
- Jimmy Martinez – pincér
- Beatrice Colen – szobalány
- Robert Manuel – rendőr a reptéren
- Hunter von Leer – rendőr a reptéren
- John Dennis – ápoló
- Robin Menken – koktélpincérnő
- Frank Campanella – csapos
- Henry Kaiser – új vőlegény
- Bullets Durgom – férfi a telefonfülkében
- Joe Bellan – férfi kísérő
- Mitchell Bock – bárpatrónus
- Jay Burton – beteg
- Bryan Englund – #2-es beteghordó
- Anne Macey – sikoltozó nő
- Alan U. Schwartz – pszichiáter

## Fogadtatás
A Rotten Tomatoes-on a film 29 kritika alapján 72%-os tetszést aratott. A kritikai konszenzus szerint: „A Hitchcock-filmek paródiája egy kisebb klasszikus a Mel Brooks kánonban.” A Metacritic-en öt kritikus véleménye alapján 55%-os pontszámot ért el, ami „vegyes vagy átlagos” értékelést jelent.
Roger Ebert a négyből két és fél csillagot adott a filmnek, és a következőket írta: „Mel Brooks 'Nagy szorongás' című filmjének egyik problémája, hogy trükkös célpontot választ: Alfred Hitchcock munkásságának paródiája, de Hitchcock filmjei gyakran maguk is viccesek. A szatíra pedig akkor működik a legjobban, ha a célpontja önérzetes.” Vincent Canby a The New York Times-tól egyetértett, és azt írta, hogy a film „olyan szellemes és fegyelmezett, mint Az ifjú Frankenstein, bár van egy beépített problémája: Hitchcock maga is nagyon vicces ember. Filmjei, még a legfélelmetesebb és legizgalmasabb pillanataikban is tele vannak a közönséggel megosztott viccekkel. Mivel Hitchcock filmjei ennyire öntudatosak, könnyű vételt jelentenek a parodistának, különösen annak, aki úgy csodálja a témáját, mint Brooks úr. Nincs mit felküldeni, tényleg.” Pauline Kael a The New Yorker-ben osztotta ugyanezt a kifogást, és azt írta, hogy „Brooks úgy tűnik, mintha azt hinné, hogy szatirikus nézőpontot ad hozzá, de ez a szatíra egy gyermeki elképzelés; utánzás, vicces kalapban és ferde pillantással. Hitchcock feszültséggel teli melodrámáit az ő perverz szellemessége szítja; eleve szatirikusak.” Gene Siskel a négyből három csillagot adott a filmnek, és azt írta, hogy a Psycho és a Madarak paródiái „okosak, viccesek, és ajánlják a filmet”. Azt is írta azonban, hogy a film túl nagy részét „lerontják a gyerekes szexviccek”, amelyek „egyszerűen alatta állnak egy olyan termékeny komikus elmének, mint amilyen Mel Brooksé.” Charles Champlin a Los Angeles Times-tól „a Producerek óta valószínűleg a legkoherensebb Brooks-film, abban az értelemben, hogy az elejétől a végéig fenntartja a hangnemet, a történetvezetést és a karaktereket. Tisztelgésként egyszerre tudatos és tiszteletteljes. Mint ilyen, azt hiszem, ez a legcsendesebb Brooks-film is, kevesebb hasraeséssel és több elismerő kuncogással.” Gary Arnold a The Washington Post-tól azt írta: „A film ritkán emelkedik a szelíd, önfejű tisztelgés szintje fölé ... Az időnkénti ragyogó ötletei ellenére a filmből hiányzik egy egységes, ragyogó ötlet arra vonatkozóan, hogyan lehetne kihasználni a szereplőket egy tartós, organikusan kitalált Hitchcock-paródiában. A forgatókönyv cselekményes, mégsem sikerül szórakoztató cselekményt kitalálni a Hitchcock-forrásokból.”

## Fordítás
- Ez a szócikk részben vagy egészben  a   High Anxiety című angol Wikipédia-szócikk fordításán alapul.  Az eredeti cikk szerkesztőit annak laptörténete sorolja fel. Ez a jelzés csupán a megfogalmazás eredetét és a szerzői jogokat jelzi, nem szolgál a cikkben szereplő információk forrásmegjelöléseként.